# Frappe aérienne du 5 août 2019 à Mourzouq
 (octobre 2023).
La frappe aérienne du 5 août 2019 à Mourzouq est survenue le 5 août 2019 lorsqu'une frappe aérienne de drone menée par les forces de l'Armée nationale libyenne (ANL) a frappé la mairie de la ville de Mourzouq, dans le sud de la Libye, tuant 43 personnes et en blessant 60 autres.

## Contexte
Les forces de Khalifa Haftar ont capturé Mourzouq plus tôt le 22 février 2019 dans le cadre de l'offensive du sud de la Libye pour contrôler le sud producteur de pétrole, mais se sont ensuite retirées,.

## Frappe aérienne
L'ANL a confirmé la frappe aérienne mais a nié qu'elle avait ciblé des civils. Il a affirmé que sa frappe avait ciblé des "combattants de l'opposition tchadienne", faisant référence aux membres de la tribu toubou qui s'opposaient à eux dans la région.